# 勒加里克
勒加里克（法語：Le Garric，法語發音：[lə ɡaʁik]）是法国奧克西塔尼大區塔恩省的一个市镇，属于阿尔比区。

## 地理
勒加里克（44°0'35"N, 2°9'47"E）面积22.88 平方千米，位于法国奧克西塔尼大區塔恩省，该省份为法国南部内陆省份，北起顺时针与阿韦龙省、埃罗省、奥德省、上加龙省和塔恩-加龙省接壤。
与勒加里克接壤的市镇（或旧市镇、城区）包括：卡尔莫、布莱莱米讷、卡尼亚克莱米讷、莱斯屈尔-达尔比茹瓦、罗西耶尔、索瑟纳克、瓦尔德里耶斯。

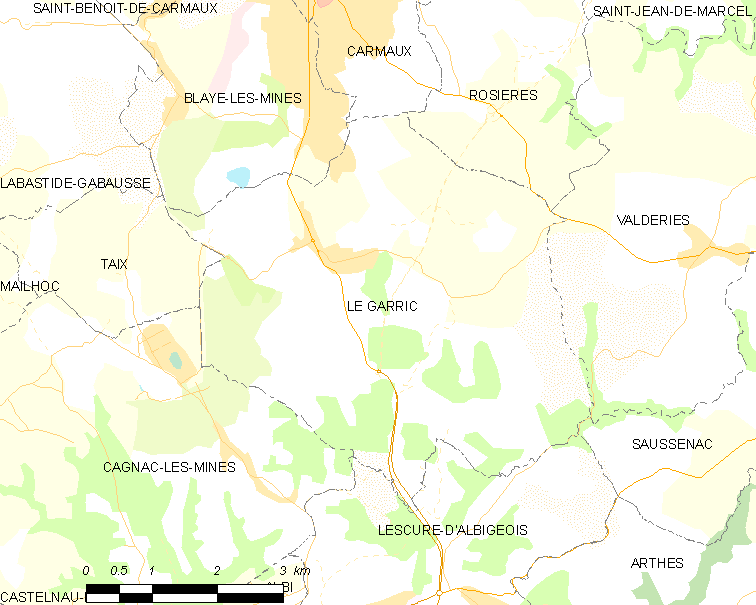
勒加里克的OSM定位图

勒加里克的时区为UTC+01:00、UTC+02:00（夏令时）。

## 行政
勒加里克的邮政编码为81450，INSEE市镇编码为81101。

## 政治
勒加里克所属的省级选区为阿尔比第四县。

## 人口

1962-2008年间勒加里克人口变化图示

勒加里克于2022年1月1日时的人口数量为1292人。